# Museu Nacional de São Marcos
O Museu de São Marcos é um museu de Florença, na Itália. Fica na Praça de São Marcos. Seu rico acervo é formado principalmente de pintura sacra do Renascimento, em especial do Beato Angélico, ou Fra Angélico, como é mais conhecido.

## Histórico
O prédio do museu é um antigo convento dominicano do século XIII que foi reconstruído por Michelozzo em meados do século XV a partir de uma incumbência de Cosmo de Médici, criando uma arquitetura ao mesmo tempo sóbria, elegante, espaçosa e bem iluminada, típica do Renascimento italiano. Alguns traços, contudo, se conservam de seu desenho primitivo.
O ambiente mais notável do complexo é talvez a grande Biblioteca, com delgadas colunas de sustentação do teto abobadado, que no tempo de Lourenço, o Magnífico, se tornou um espaço predileto para encontro da elite intelectual florentina, sendo freqüentado por Angelo Poliziano e Pico della Mirandola, que vinham consultar a literatura clássica em latim e grego, nesta que foi a primeira biblioteca pública do Ocidente. Outras personalidades que passaram pelo convento foram Santo Antonino de Florença e Girolamo Savonarola.
Em 1808 o convento foi expropriado, por força da invasão napoleônica. Devolvido aos monges depois da queda de Napoleão, foi novamente confiscado em 1866 pelo Estado italiano, num movimento de supressão de ordens religiosas. Entretanto, o conjunto foi declarado monumento nacional e aberto ao público três anos depois. Atualmente parte do edifício é ocupado pelo museu e o claustro interno ainda serve a uma comunidade monástica.

## Acervo
O museu é famoso especialmente pela série de afrescos pintados por Fra Angelico e seus auxiliares nas celas dos monges e em outros espaços, formando um grande ciclo de cenas da vida de Cristo. São particularmente importantes os painéis do Juízo Final, do Tabernáculo dos Linaioli (os tecelãos de linho) e da Deposição na sala do Hospício dos Peregrinos, e a Crucificação, na Sala Capitular. 
Outros mestres representados no museu são Domenico Ghirlandaio, Alesso Baldovinetti, Giovanni Antonio Sogliani e fra Bartolomeo. Dos auxiliares de Fra Angélico se conhece os nomes de Giovanni da Fiesole e Guido di Pietro Trosini.
A Biblioteca teve grande parte de sua coleção transferida para a Biblioteca Laurenciana no século XIX, mas ainda possui mais de uma centena de livros corais iluminados da Idade Média e do Renascimento, bibliografia de teologia e filosofia, e parte da coleção de Giorgio La Pira.

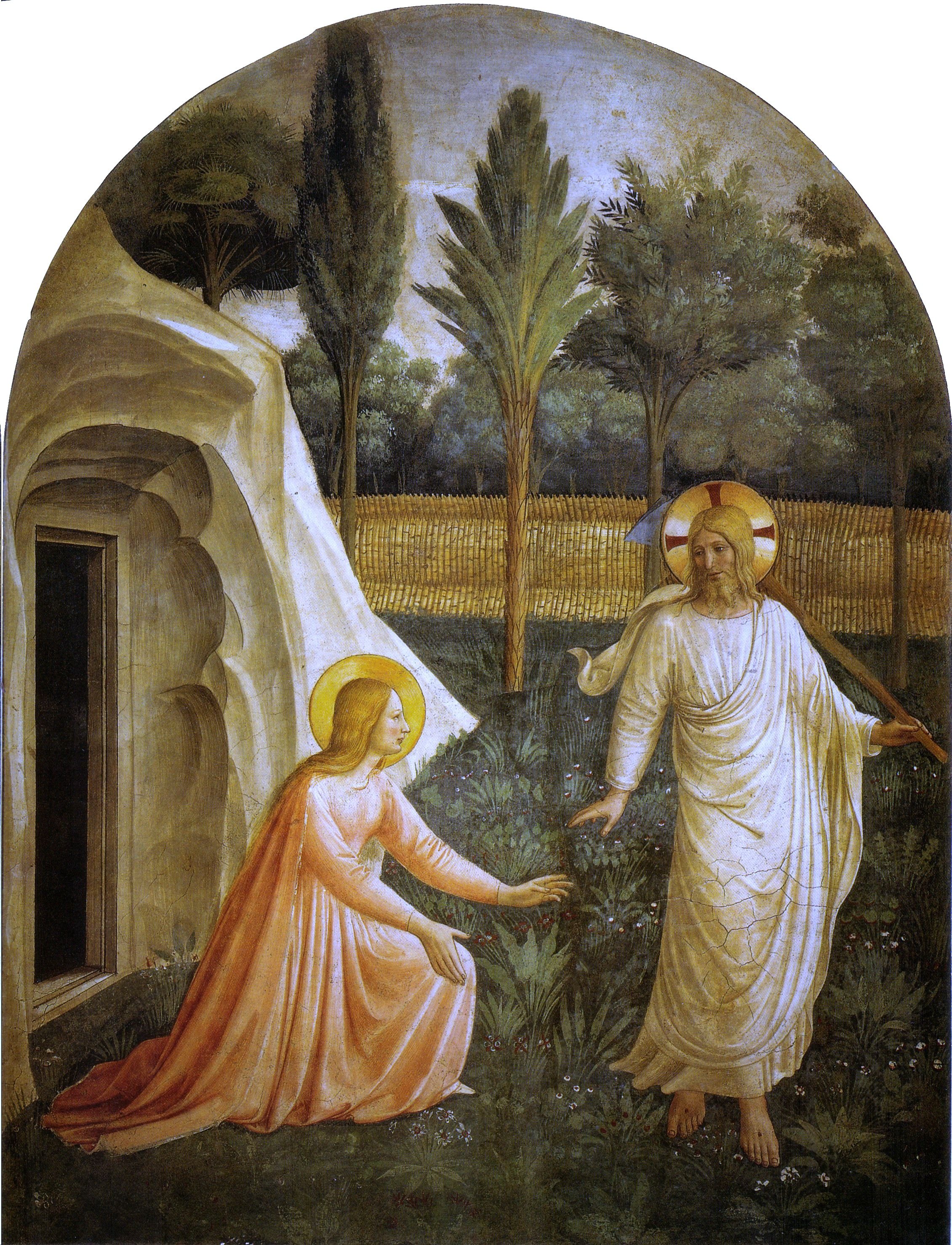
Cela 1 Noli me tangere
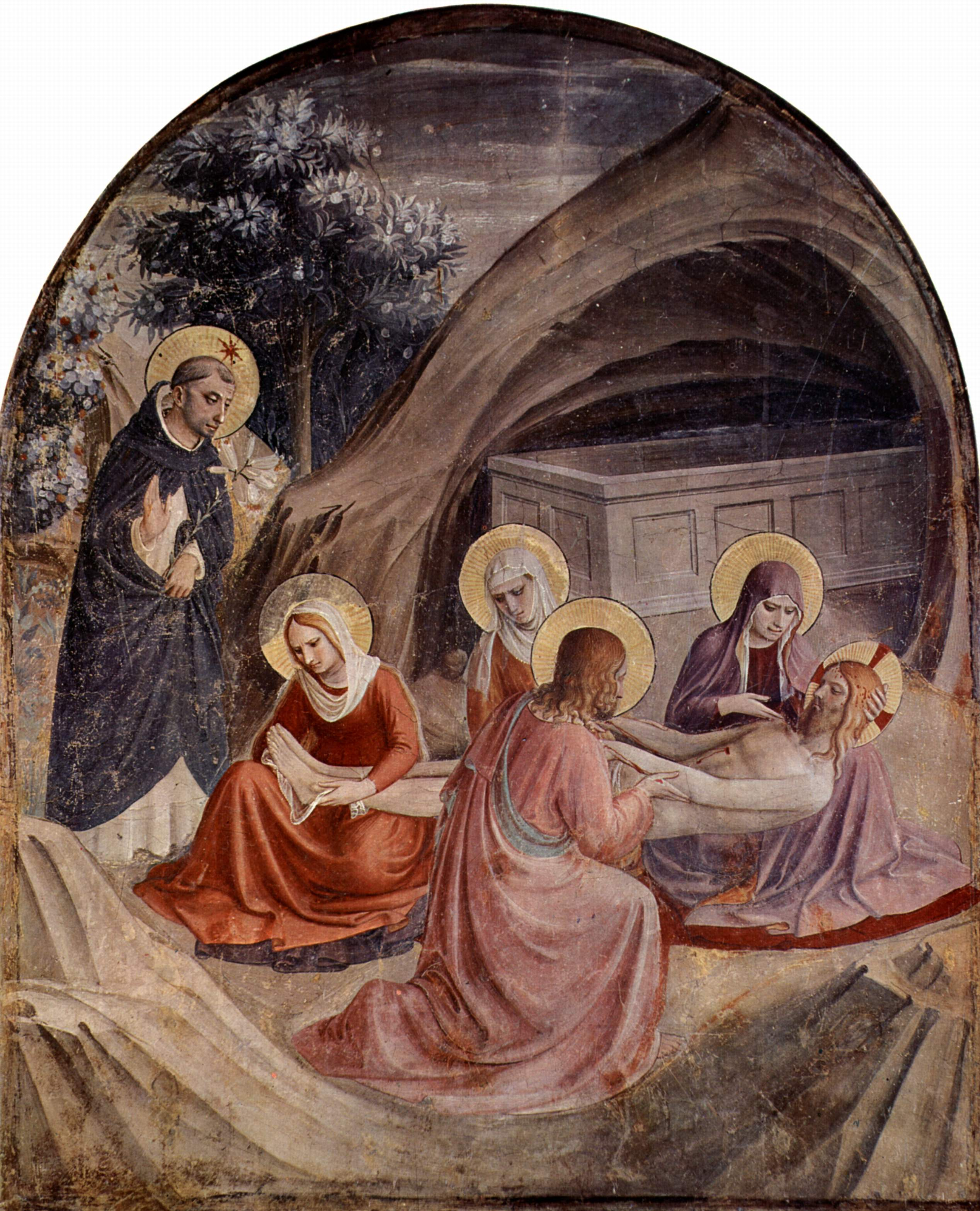
Cela 2 Pranto sobre Cristo morto
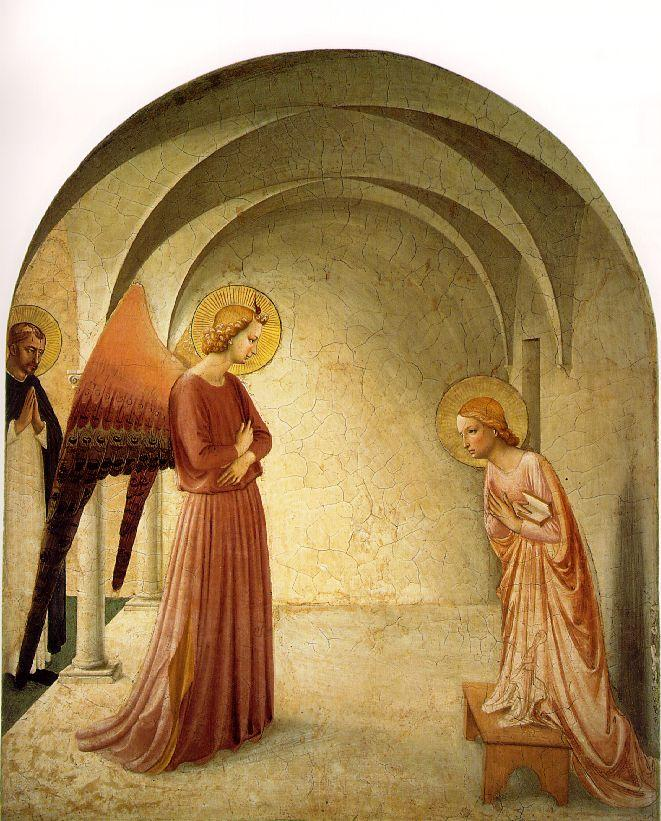
Cela 3 Anunciação
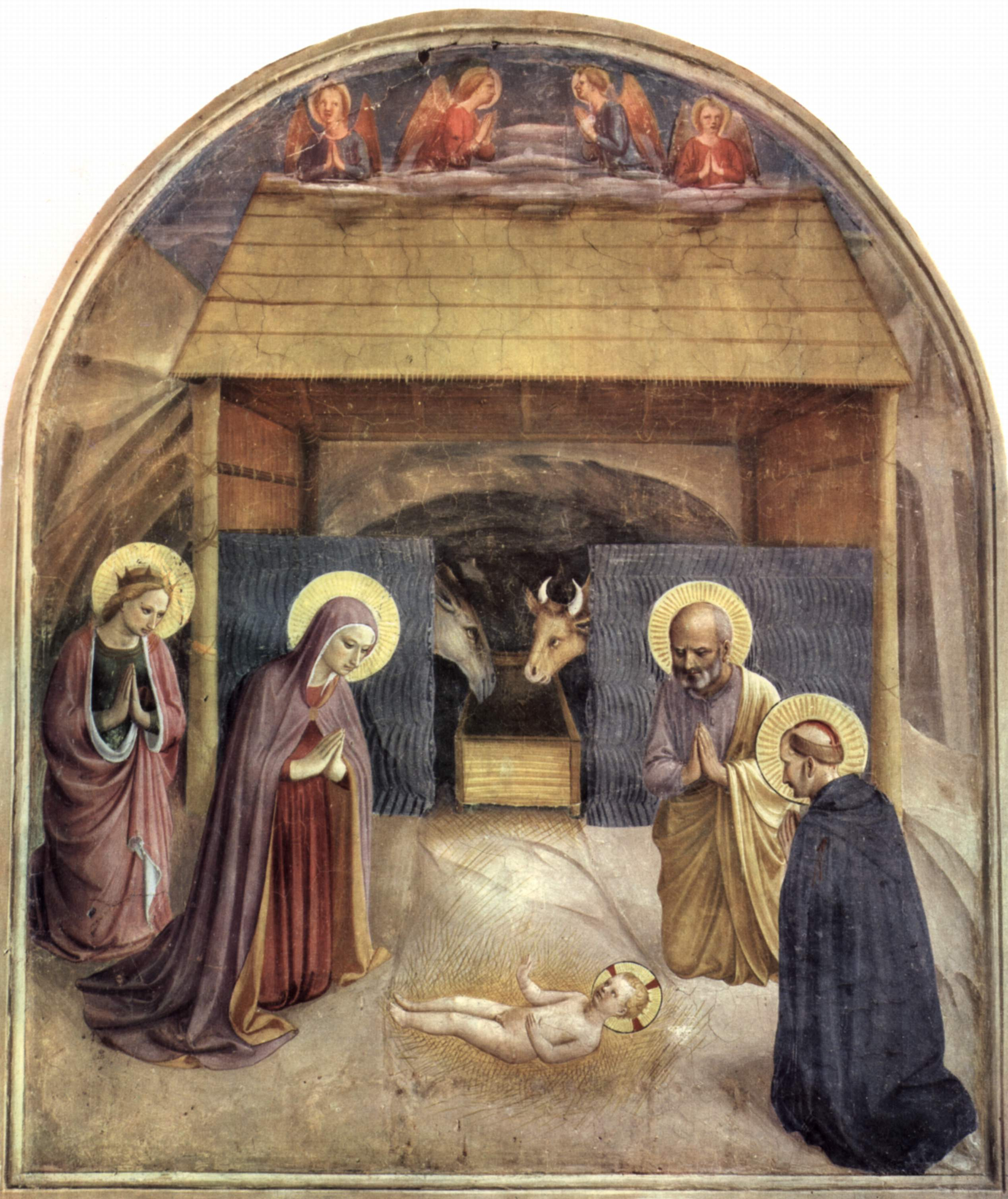
Cela 5 Nascimento
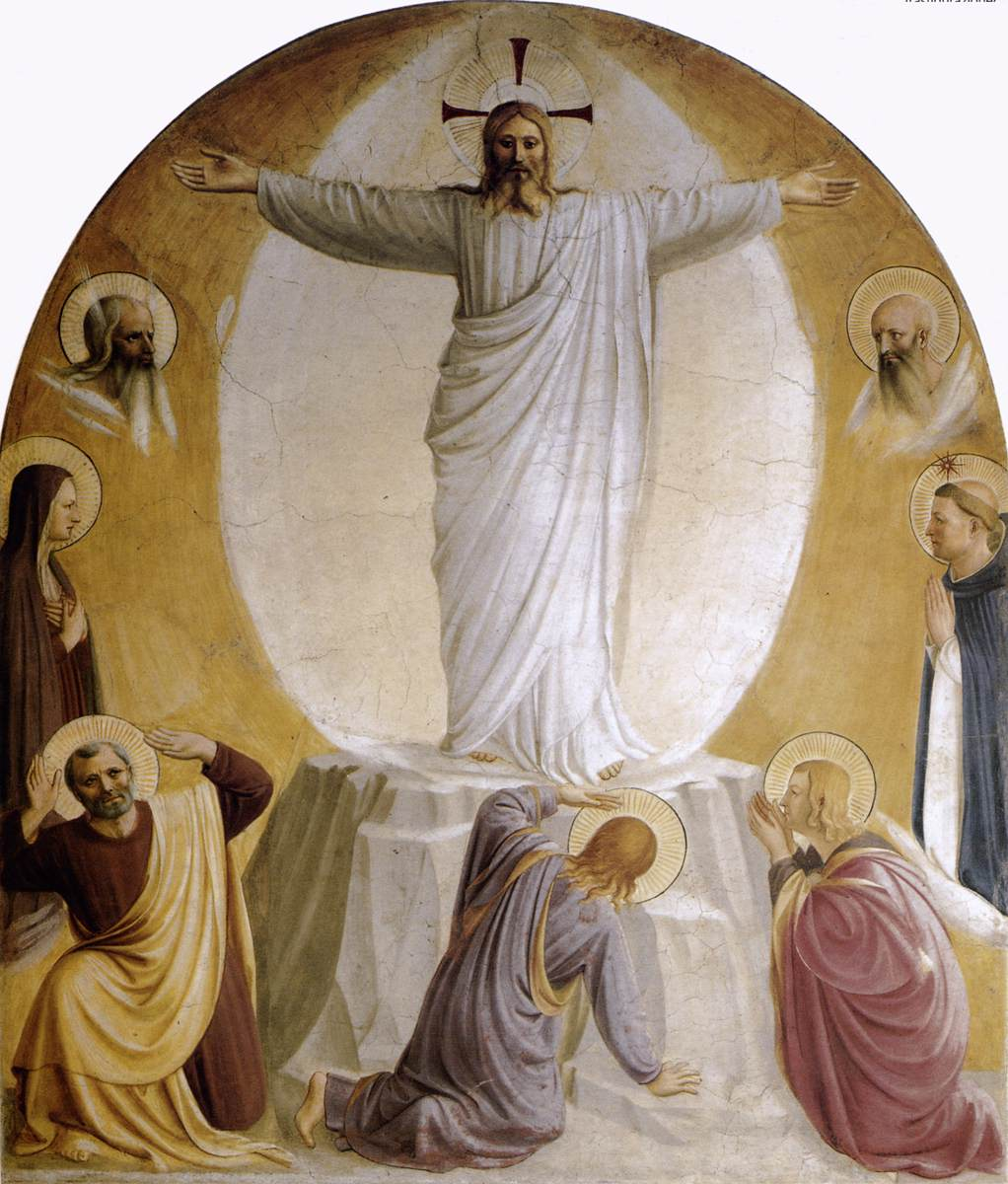
Cela 6 Transfiguração
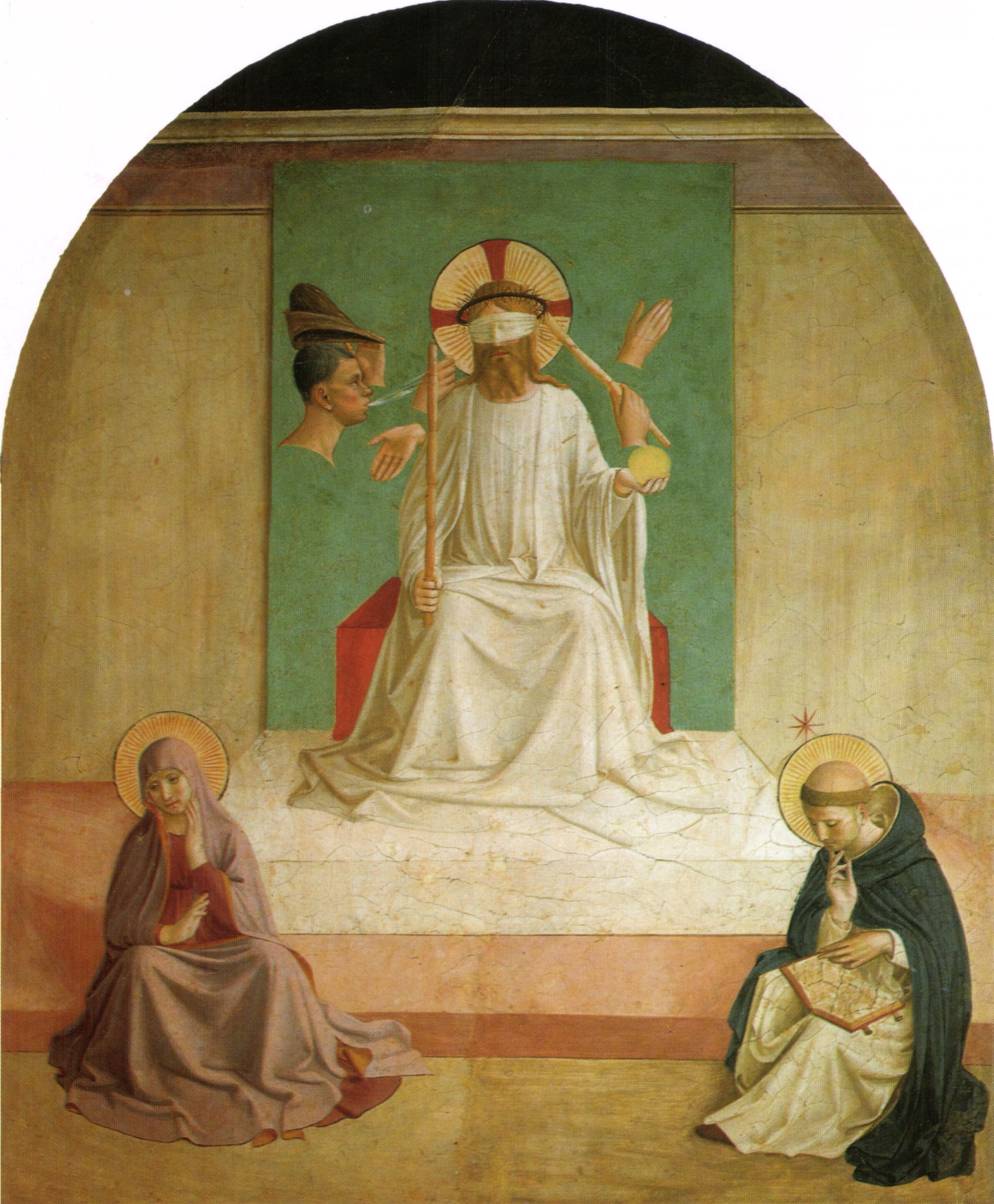
Cela 7 Cristo escarnecido, a Virgem e Santo Domingos
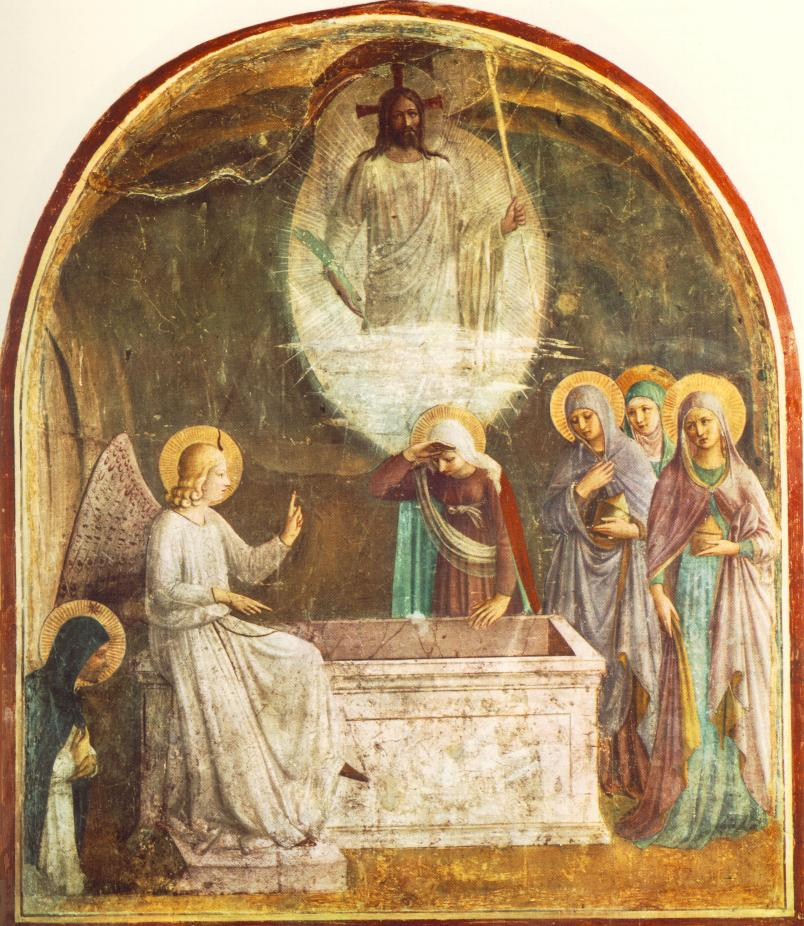
Cela 8 As três Marias no sepulcro
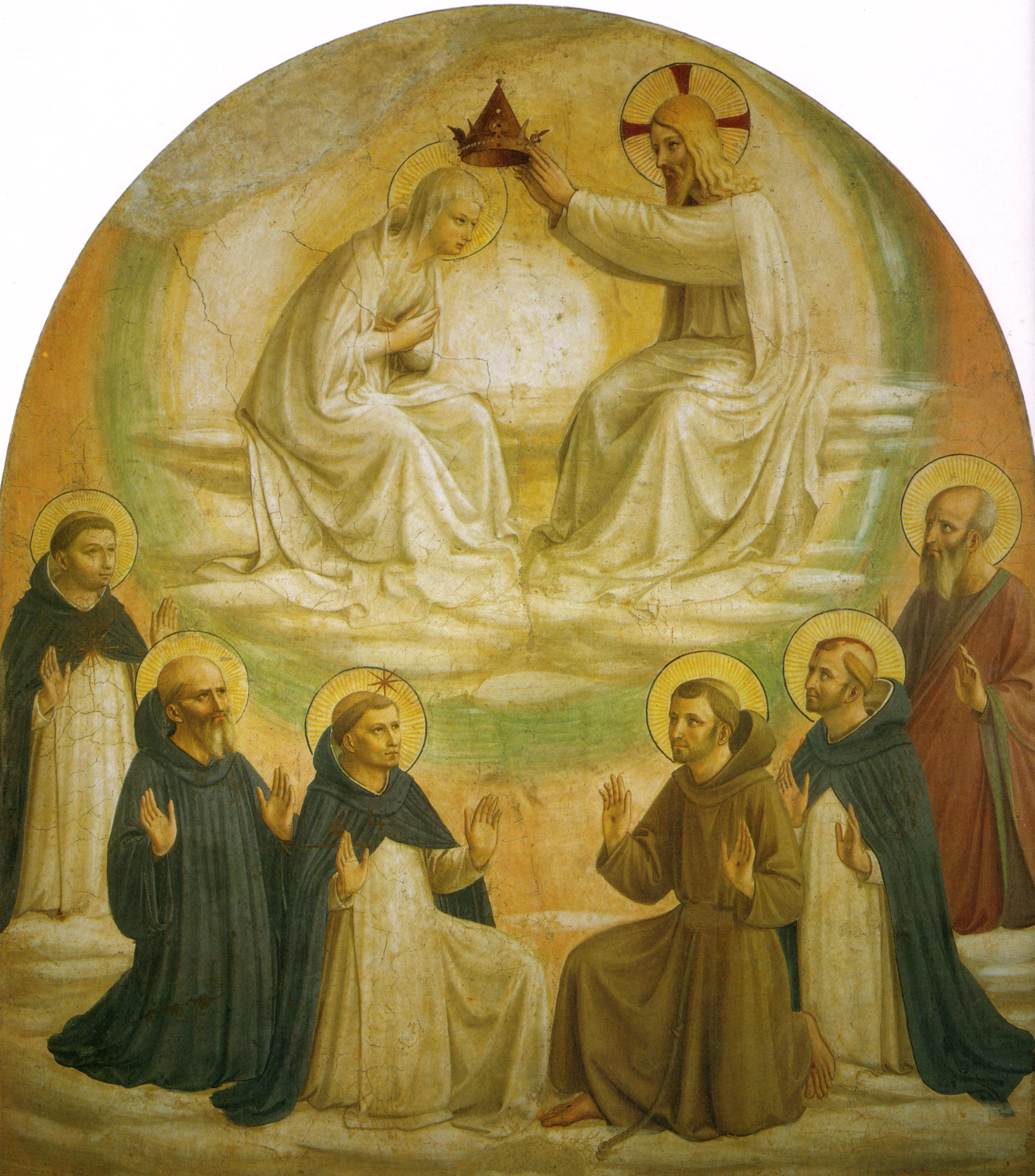
Cela 9 Coroação de Maria
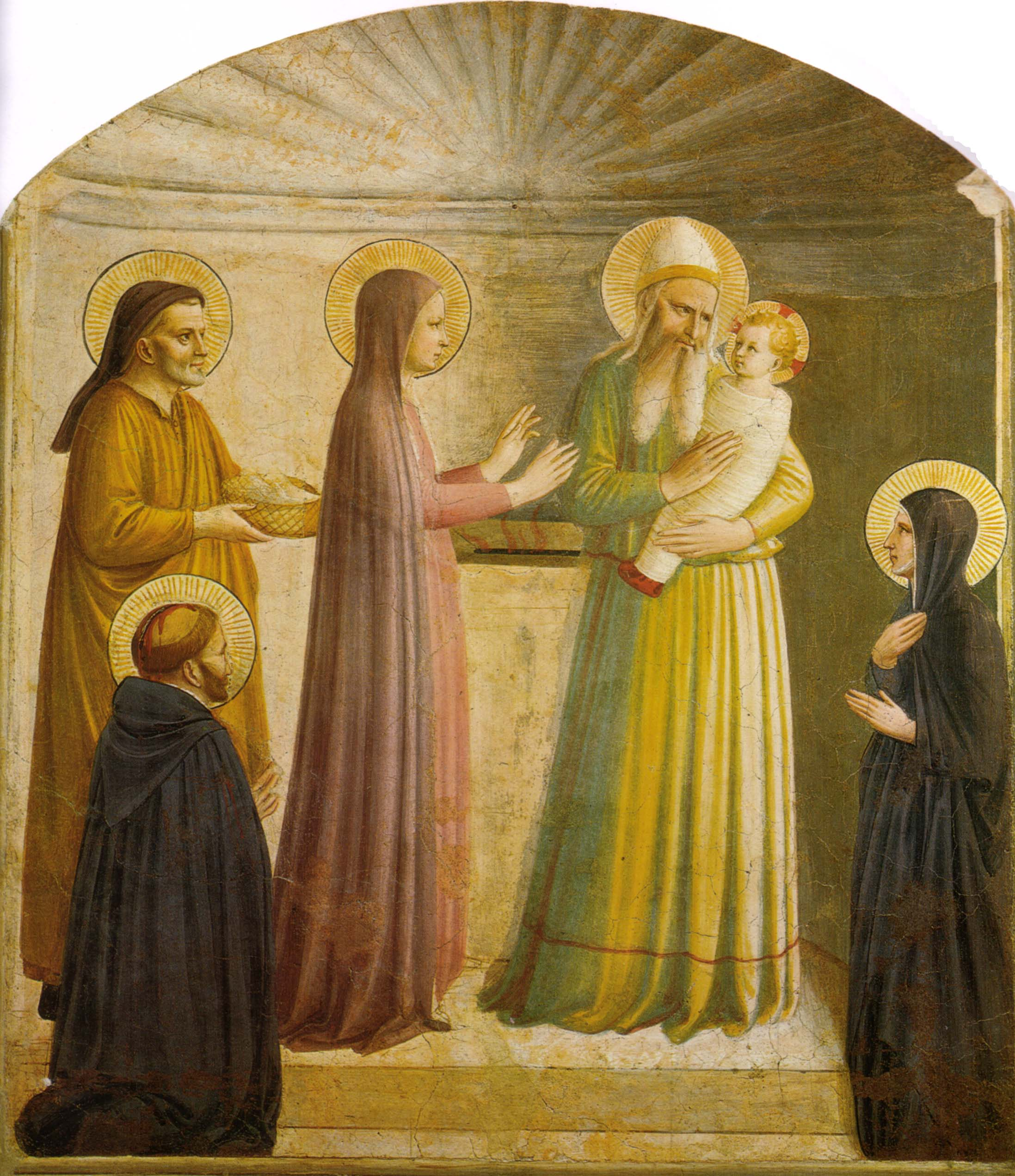
Cela 10 Apresentação no Templo
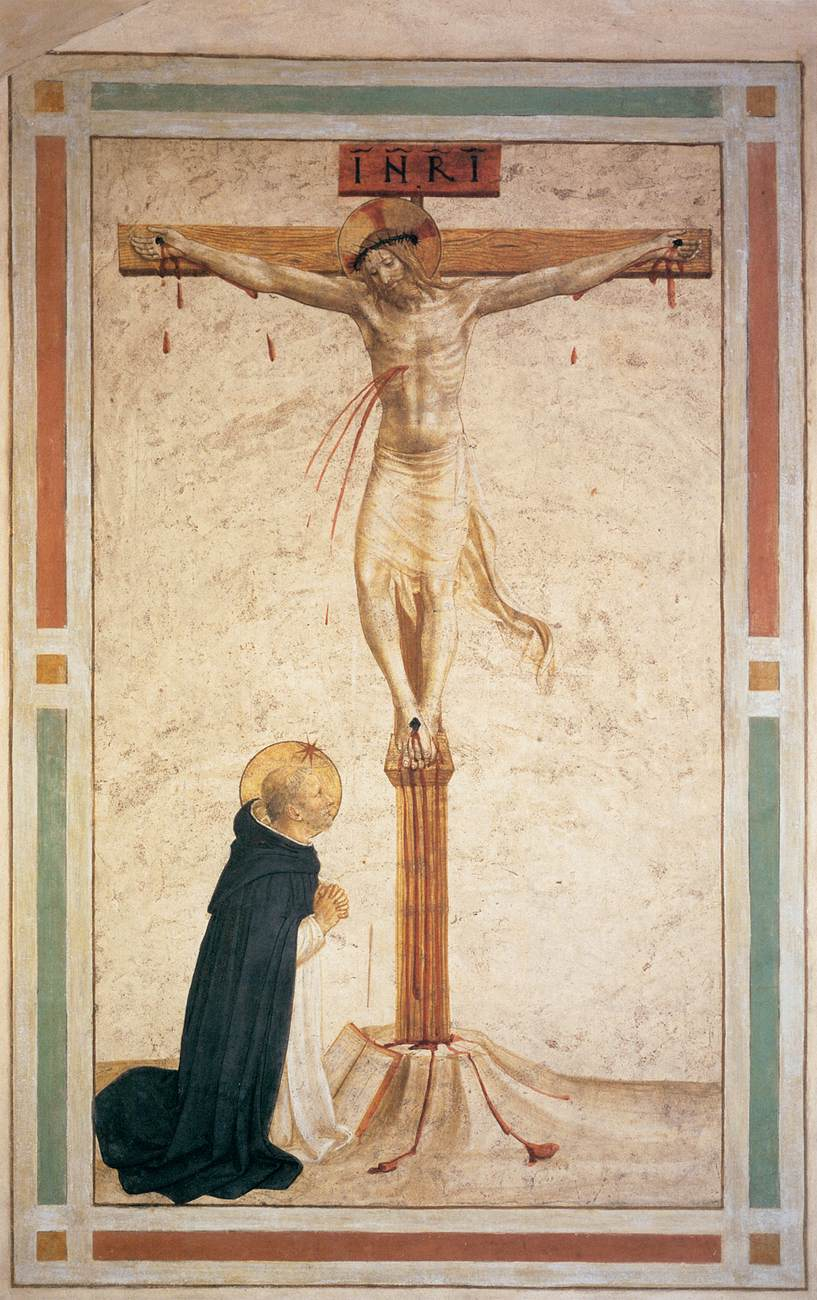
Cela 17 Crucificação com Santo Domingos
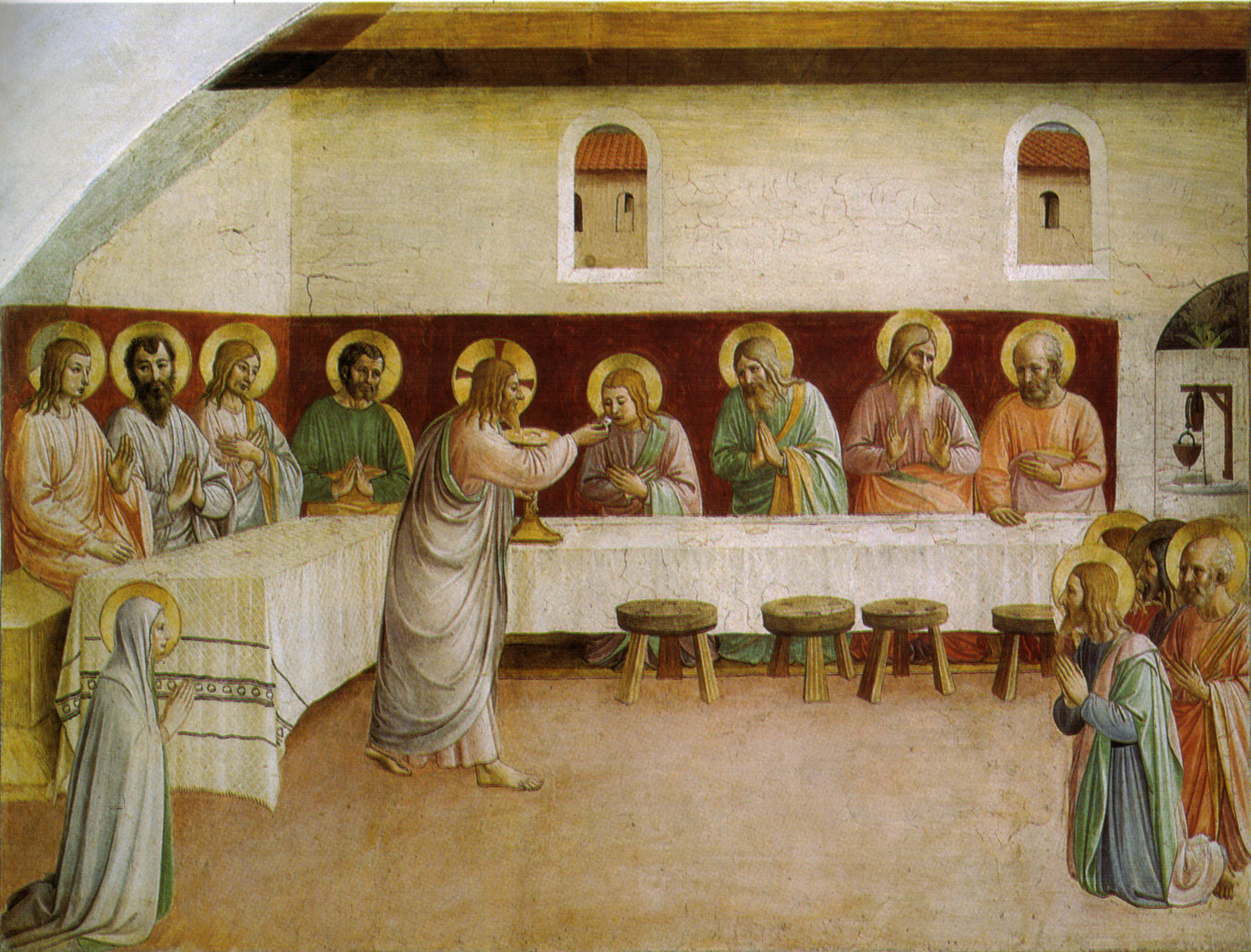
Cela 35 Comunhão dos Apóstolos
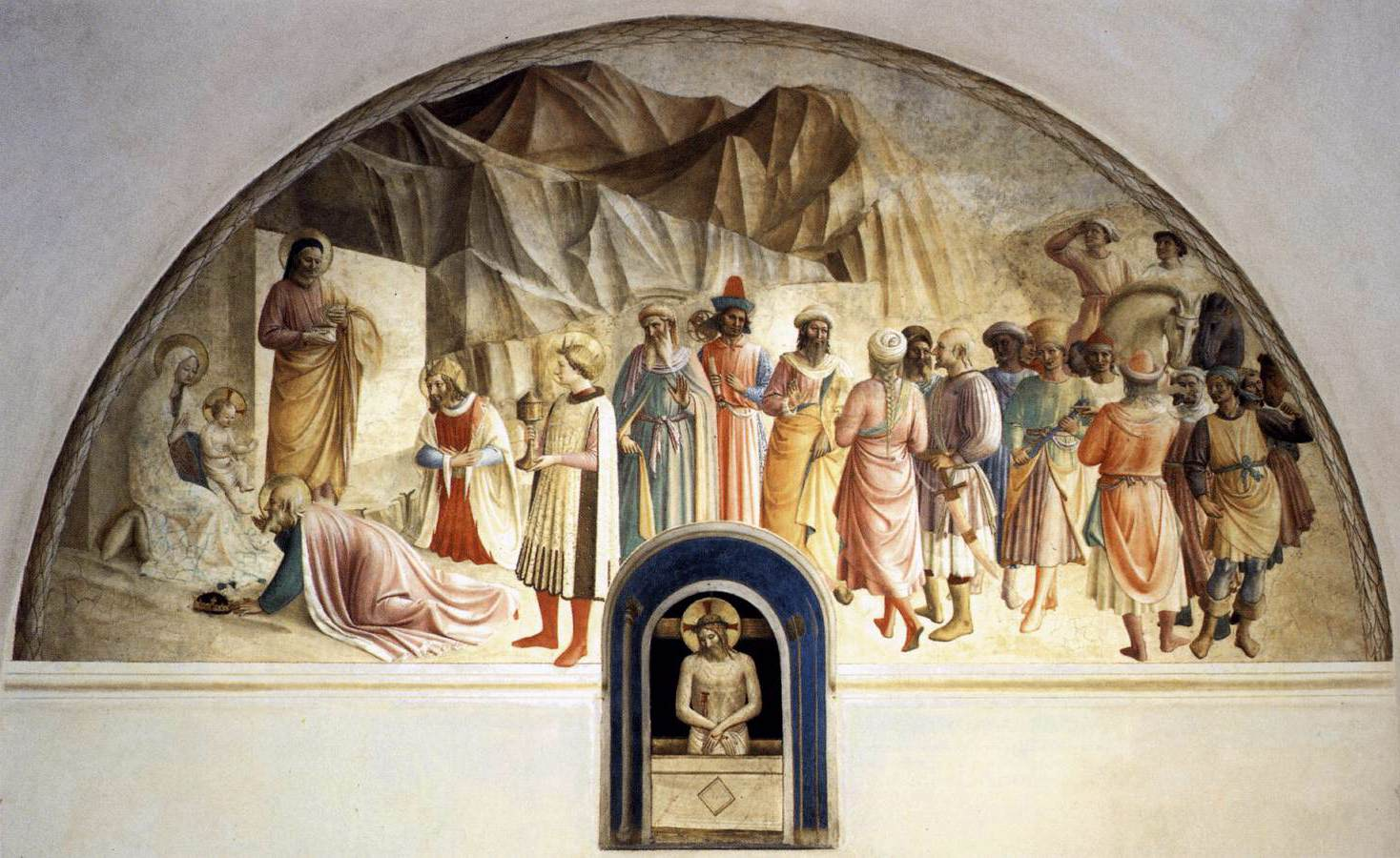
Cela 39 Adoração dos Magos
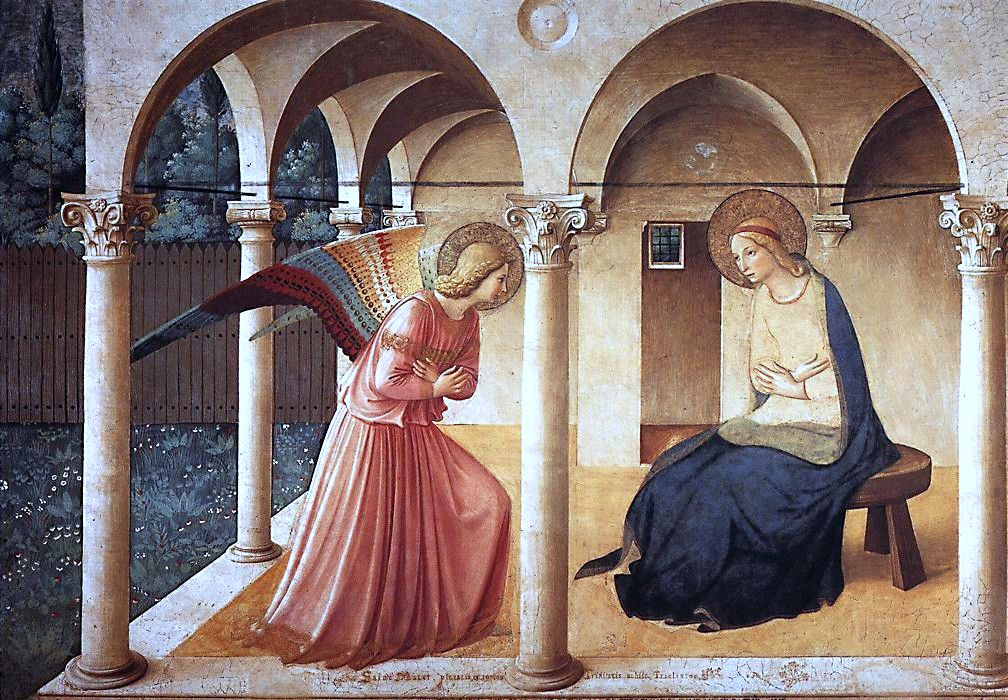
Corredor norte Anunciação